# 逸見光長
逸見 光長（へんみ みつなが）は、平安時代末期から鎌倉時代初期にかけての武将。逸見氏、深津氏、大桑氏などの祖。

## 生涯
大治3年（1128年）8月15日、新羅三郎義光の孫である源清光の長男として誕生。母は駿河国手越宿の遊女とされる。武田信義は双子の弟である。逸見光長は巳刻に生まれ、武田信義は午刻に生まれる。
逸見太郎を名乗り、逸見荘を領した。源頼朝が挙兵した際には鎌倉に馳せ参じた。元暦元年（1184年）木曽義仲追討の功により、上総介に任ぜられた
墓は清光寺（現・山梨県北杜市）にある。